# Turn Up the Music
A Turn Up the Music egy dal Chris Brown amerikai énekes ötödik, Fortune című albumáról. Szerzője és producere a The Underdogs, és Fuego volt. 2012. január 26-án debütált a szám online, majd az amerikai rádiók 2012. február 7-én kezdték sugározni. Február 10-én jelent meg digitálisan az RCA Records gondozásában az album első kislemezeként. A felvétel nagy energiájú, emellett electro, house és dance-pop stílusjegyeket tartalmaz. A dalra Brown tánc- és előadásmódja gyakorolt hatást.
A kritikusok pozitívan fogadták a dalt, néhányan Forever és Yeah 3x című korábbi kislemezeihez hasonlították. Néhány kritikus az LMFAO és David Guetta munkáihoz találta hasonlónak a dalt. Kiadását követően a Turn Up the Music a brit kislemezlista élére került, a Billboard Hot 100-on pedig 10. lett, de Ausztráliában és Új-Zélandon is top 10-es lett. Az ARIA platina, a RIANZ arany minősítést ítélt a kislemeznek.
A dalhoz tartozó videóklipet Godfrey Taberez és Brown rendezte Los Angeles-ben. Egy szórakozóhelyen látható Brown, maszkos emberek társaságában. Chris komoly tánckoreográfiát mutat be. Kiadása után pozitív értékelések születtek a klipről, némelyik Michael Jackson-hoz hasonlította a táncmozdulatokat. A Grammy Awards egyik fellépőjeként a dalt adta elő, de a 2012 NBA All-Star Game során is fellépett. Egy hivatalos remixváltozatban volt barátnője, Rihanna is közreműködik.

## Háttér
A Turn Up the Music-ot a The Underdogs és Fuego szerezte, producerei is ők voltak. 2012. január 25-én Brown így üzent rajongóinak Twitter-en: „Új FORTUNE kislemez érkezik 1/26-án!!!! TURN UP THE MUSIC!!!!” Másnap a kislemez borítójával együtt online debütált. Február 7-én kezdték az amerikai rádiók sugározni, digitálisan három nappal később jelent meg. Európa nagy részén és Óceániában február 10-én, míg az Egyesült Királyságban március 25-én került kiadásra, utóbbiban két másik dallal együtt. A német kiadvány kétoldalas volt. A The Underdogs egy interjúban elárulta, a dal inspirációja „Brown volt, mint előadó, elképzelve, ahogy táncol és előad, és adtunk neki valamit, ami illik az energiájához.”

## Kereskedelmi fogadtatás
Az ír kislemezlistán a Turn Up the Music2012. február 16-án debütált 45. helyen, és 12. helyezésig jutott. Az Egyesült Államokban a Pop Songs listán 36. helyen debütált. A Radio Songs listán 71. helyezéssel indult a felvétel. A Grammy Awards-os fellépést követően a Digital Songs 9. helyére került március 3-án a szám, 180 000 eladott példány után. A Billboard Hot 100-on tizenkettedik top 10-es kislemeze lett a szám. A következő héten 19. helyre esett vissza, 112 000 eladott példány után. A Canadian Hot 100 listán 38. lett. A francia kislemezlista 116. helyén debütált a szám, majd 56. helyig haladt felfelé. Ausztráliában az ARIA kislemezlistáján 13. helyezést ért el. Az Urban Charts listán hatodik helyen debütált. Az ARIA listáján hatodik helyen debütált, az Urban Chart listájára 4. helyezéssel lépett be. Az ARIA platina minősítést ítélt a dalnak 70 000 eladott példány után. Új-Zéland kislemezlistáján 9. helyen debütált a szám. A RIANZ 7500 eladott példány után arany minősítést. A brit és R&B listán első helyen debütált 2012. április 7-én első helyezéssel. Ez eddigi legsikeresebb dala a szigetországban. A skót kislemezlistán is első helyen indult a felvétel.

## Számlista és formátumok
| - Digitális letöltés 1. Turn Up the Music – 3:49 - Digitális letöltés – Grammy Awards - élő előadás 1. Turn Up the Music / Beautiful People – 4:07 2. Turn Up the Music / Beautiful People (Video) – 4:07 | - Német CD kislemez 1. Turn Up the Music – 3:49 2. Strip (közreműködik Kevin McCall) – 2:49 - Brit digitális letöltés 1. Turn Up the Music – 3:49 2. Strip (közreműködik Kevin McCall) – 2:49 3. Yeah 3x (Invaderz Remix) – 4:05 |  |

## Megjelenések
| Ország             | Dátum             | Formátum           | Kiadó       |
| ------------------ | ----------------- | ------------------ | ----------- |
| Egyesült Államok   | 2012. február 7.  | Rádió              | RCA Records |
| Ausztrália         | 2012. február 10. | Digitális letöltés | RCA Records |
| Ausztria           | 2012. február 10. | Digitális letöltés | RCA Records |
| Belgium            | 2012. február 10. | Digitális letöltés | RCA Records |
| Kanada             | 2012. február 10. | Digitális letöltés | RCA Records |
| Dánia              | 2012. február 10. | Digitális letöltés | RCA Records |
| Finnország         | 2012. február 10. | Digitális letöltés | RCA Records |
| Franciaország      | 2012. február 10. | Digitális letöltés | RCA Records |
| Németország        | 2012. február 10. | Digitális letöltés | RCA Records |
| Írország           | 2012. február 10. | Digitális letöltés | RCA Records |
| Olaszország        | 2012. február 10. | Digitális letöltés | RCA Records |
| Hollandia          | 2012. február 10. | Digitális letöltés | RCA Records |
| Norvégia           | 2012. február 10. | Digitális letöltés | RCA Records |
| Új-Zéland          | 2012. február 10. | Digitális letöltés | RCA Records |
| Portugália         | 2012. február 10. | Digitális letöltés | RCA Records |
| Spanyolország      | 2012. február 10. | Digitális letöltés | RCA Records |
| Svédország         | 2012. február 10. | Digitális letöltés | RCA Records |
| Svájc              | 2012. február 10. | Digitális letöltés | RCA Records |
| Egyesült Államok   | 2012. február 14. | Digitális letöltés | RCA Records |
| Egyesült Királyság | 2012. március 25. | Digitális letöltés | RCA Records |
| Németország        | 2012. április 6.  | CD kislemez        | RCA Records |